# Комітет Верховної Ради України з питань правової політики
Комітет Верховної Ради України з питань правової політики — профільний комітет Верховної Ради України. Створений 4 грудня 2007 р..
4 грудня 2014 р. йому на зміну прийшов Комітет Верховної Ради України з питань правової політики та правосуддя, що об'єднав предмети відання з Комітетом з питань верховенства права та правосуддя. 
У Верховній раді IX скликання назву комітету відновлено.

## Предмети відання
Відповідно до постанови Верховної Ради України "Про перелік, кількісний склад і предмети відання комітетів Верховної Ради України дев’ятого скликання", до предметів відання Комітету Верховної Ради України з питань правової політики віднесені:
- оцінка відповідності законопроєктів та проєктів інших актів Верховної Ради України Конституції України;
- стандарти нормотворчої діяльності та планування законодавчої діяльності Верховної Ради України;
- конституційне законодавство;
- статус та організація діяльності політичних партій, громадських об’єднань;
- внесення змін до Конституції України; затвердження Конституції Автономної Республіки Крим та змін до Конституції Автономної Республіки Крим;
- організація та діяльність Конституційного Суду України; статус суддів Конституційного Суду України; конституційне провадження;
- цивільне законодавство; адміністративне законодавство; цивільне, господарське та адміністративне судочинство (процесуальне законодавство);
- судоустрій, статус суддів, статус органів суддівського врядування;
- забезпечення безпосередньої участі громадян у здійсненні правосуддя;
- кримінально-виконавче законодавство;
- організація і діяльність органів та установ виконання кримінальних покарань та пробації;
- засади організації виконання рішень Європейського суду з прав людини;
- виконання судових рішень, організація та діяльність органів юстиції, виконавчої служби, судової експертизи, нотаріату;
- законодавство з надання правової допомоги громадянам, регулювання організації та діяльності адвокатури;
- організація та діяльність міжнародного комерційного арбітражу, третейських судів, медіація.

## Склад комітету у Верховній Раді України IX скликання
Відповідно до постанови Верховної Ради України «Про обрання голів, перших заступників, заступників голів, секретарів, членів комітетів Верховної Ради України дев'ятого скликання» , до складу Комітету Верховної Ради України з питань правової політики входять:
- Васюк Олександр Олександрович
- Бабій Роман Вячеславович — Голова підкомітету з питань виконання рішень Європейського суду з прав людини та альтернативного розв'язання спорів;
- Бакунець Павло Андрійович (вийшов зі складі Комітету);
- Божик Валерій Іванович — Заступник Голови Комітету;
- Ватрас Володимир Антонович — Голова підкомітету з питань організації та діяльності адвокатури, органів надання правової допомоги;
- Вельможний Сергій Анатолійович (вийшов зі складі Комітету);
- Власенко Сергій Володимирович
- Демченко Сергій Олексійович
- Дирдін Максим Євгенович — Голова підкомітету з питань політичної реформи та конституційного права;
- Калаур Іван Романович — Заступник Голови Комітету, Голова підкомітету з питань адміністративного та цивільного права;
- Князевич Руслан Петрович
- Кучер Олексій Володимирович (припинив повноваження);
- Костін Андрій Євгеновий (припинив повноваження);
- Макаров Олег Анатолійович — Секретар Комітету;
- Маслов Денис Вячеславович — Голова Комітету;
- Мережко Олександр Олександрович  (вийшов зі складі Комітету);
- Німченко Василь Іванович — Перший Заступник Голови Комітету;
- Новіков Михайло Миколайович — Співголова підкомітету з питань правосуддя;
- Павліш Павло Васильович — Заступник Голови Комітету, Співголова підкомітету з питань правосуддя;
- Пузанов Олександр Геннадійович
- Совгиря Ольга Володимирівна (припинила повноваження);
- Соболєв Сергій Владиславович
- Стефанчук Микола Олексійович
- Торохтій Богдан Григорович (вийшов зі складі Комітету);
- Фріс Ігор Павлович — Голова підкомітету з питань діяльності органів юстиції, органів виконання покарань та пробації
- Шпенов Дмитро Юрійович (припинив повноваження).